# Бауэрбэнк, Джеймс Скотт
Джеймс Скотт Бауэрбэнк (англ. James Scott Bowerbank; 14 июля 1797, Лондон — 8 марта 1877, Сент-Леонардс-он-Си, Суссекс) — британский натуралист и палеонтолог, известен как специалист по систематике губок. Член Лондонского королевского общества (1942).

## Биография
Родился в Лондоне в районе Бишопсгейт. Был четвёртым из шести детей владельца винокурни Эдварда Бауэрбэнка. С 15 лет начал работать на семейном заводе, а после смерти отца унаследовал со своим братом Эдвардом семейный бизнес. В 1818 году стал членом Математического общества Спиталфилдса, где читал лекции по ботанике и остеологии. В феврале 1826 года женился на Кэролайн Уолтон. В 1842 году он был избран членом Лондонского королевского общества. В 1847 году покинул винокуренный бизнес. В 1857 году присвоена почетная степень доктора юридических наук Сент-Эндрюгодго университета. В 1860 году купил дом в Суссексе, куда переехал на постоянное жительство в 1964 году. В 1865 году продал наиболее ценную часть своей коллекции Британскому музею, остальное, кроме коллекции губок, реализовал на аукционе. Умер 8 марта 1877 года в  Сент-Леонардс-он-Си, похоронен на кладбище Холлингтон. После смерти Бауэрбэнка Британский музей приобрел его коллекцию губок.

## Научная деятельность
Изучал окаменелости, собранные на острове Шеппи, особенно его привлекали ископаемые семена и фрукты. В 1841 году штормом на побережье вынесло большое количество губок, что положило начало интересу Бауэрбэнка к этой группе животных. Его исследования были посвящены изучению деталей строения и классификации как современных, так и ископаемых губок.
В 1839 году принимал участие в создании Лондонского микроскопического общества, в 1846—1847 годах был его президентом. В 1847 году стал одним из основателей Палеонтографического общества.

## Публикации
- Bowerbank, J.S. XVI. On the anatomy and physiology of the spongiadæ (англ.) // Philosophical Transactions of the Royal Society of London. — 1858. — Vol. 148. — P. 279–332. — ISSN 2053-9223 0261-0523, 2053-9223. — doi:10.1098/rstl.1858.0016.
- Bowerbank J. S. A History of the Fossil Fruits and Seeds of the London Clay. — John Van Voorst, 1840. — 226 с.
- Bowerbank J.S. A Monograph of the Spongillidae. (англ.) // Proceedings of the Zoological Society of London. — 1863. — P. 440–472.
- Bowerbank J. S. A Monograph of the British Spongiadae. Volume I. — London: Ray Society, 1864. — 290 с.
- Bowerbank J. S. A Monograph of the British Spongiadae. Volume II. — London: Ray Society, 1866. — 388 с.
- Bowerbank J. S. A Monograph of the British Spongiadae. Volume III. — London: Ray Society, 1874. — 367 с.
- Bowerbank, J.S. & Norman, A.M. A Monograph of the British Spongiadae. Volume IV. — London: Ray Society, 1882. — 250 с.